# Lazar Wechsler
Pour les articles homonymes, voir Wechsler.

Lazar Linsor Wechsler, né le 28 juin 1896 à Piotrków Trybunalski et mort le 8 août 1981 à Zurich, est un producteur suisse de cinéma.

## Biographie
Arrivé en Suisse en 1914, peu de temps après le déclenchement de la Première Guerre mondiale, il fait des études d'ingénierie à l'École polytechnique fédérale de Zurich et travaille dans la construction de ponts. Auparavant autrichien, il obtient la nationalité helvétique en 1923.
Le 19 mars 1924, il fonde la société Praesens-Film avec un capital de 10 000 francs. Praesens-Film devient la plus importante société suisse de production cinématographique des années 1930 à 1950. Elle se concentre d'abord sur la production de courts métrages, de publicités, de documentaires sur les villes et les vols d'avion. Avec le début de l'ère du film sonore, Praesens commence la production régulière de longs métrages. Elle crée une qualité dans le cinéma suisse en s'entourant d'une équipe solide : le réalisateur Leopold Lindtberg, le scénariste Richard Schweizer, le directeur de la photographie Emil Berna, le compositeur Robert Blum et le monteur Hermann Haller... Wechsler produit parfois selon ses sentiments et sur des sujets mal acceptés pour l'époque.
Les productions de Wechsler comprennent des films sur le patriotisme et l'engagement religieux, de sombres histoires de crime avec un fond régional et des drames humanistes. Marie-Louise obtient l'Oscar du meilleur scénario original en 1946. La Dernière Chance a une coproduction hollywoodienne. Mais après des échecs dans les années 1950, Praesens n'intéresse plus l'Amérique.
En 1966, Wechsler prend en grande partie sa retraite du cinéma et tourne des documentaires pour la télévision.
Amalia, l'épouse de Lazar Wechsler, participait à la gestion des affaires de la société Praesens-Film. L'écrivain et scénariste David Wechsler (de) est son fils.
Pendant la Seconde Guerre mondiale, Lazar Wechsler a soutenu sa cousine polonaise Françoise Frenkel, qui était libraire et réfugiée en France, où elle se cachait dans la Zone sud en raison des rafles contre les Juifs. Ainsi, en automne 1942, il lui a obtenu un visa pour entrer en Suisse, puis, lorsque finalement elle est parvenue à franchir la frontière suisse, lors de sa troisième tentative, le 11 juin 1943, à Troinex, il s'est porté garant pour elle auprès des autorités helvétiques, ce qui a permis à Françoise de recevoir l'autorisation de demeurer jusqu'à la fin de la guerre en Suisse, où elle a bénéficié du généreux soutien financier de Wechsler.

## Filmographie sélective
- 1930 : Frauennot – Frauenglück
- 1931 : Feind im Blut
- 1932 : Ventres glacés
- 1932 : Tannenberg (de)
- 1936 : So lebt China
- 1939 : L'Inspecteur Studer
- 1940 : Fräulein Huser
- 1942 : Das Gespensterhaus
- 1944 : Marie-Louise
- 1945 : La Dernière Chance
- 1948 : Les Anges marqués
- 1949 : Swiss Tour
- 1951 : Quatre dans une jeep
- 1952 : Heidi
- 1953 : Le Village près du ciel
- 1955 : Heidi et Pierre
- 1955 : Uli der Pächter (de)
- 1958 : Ça s'est passé en plein jour
- 1961 : Die Ehe des Herrn Mississippi
- 1961 : Filles perdues
- 1962 : Schneewittchen und die sieben Gaukler (de)

## Source de la traduction
- (de) Cet article est partiellement ou en totalité issu de l’article de Wikipédia en allemand intitulé « Lazar Wechsler » (voir la liste des auteurs).